# BR Большого Пса
BR Большого Пса (лат. BR Canis Majoris) — одиночная переменная звезда в созвездии Большого Пса на расстоянии (вычисленном из значения параллакса) приблизительно 6080 световых лет (около 1864 парсеков) от Солнца. Видимая звёздная величина звезды — от +14,9m до +13,3m.

## Характеристики
BR Большого Пса — красная пульсирующая медленная неправильная переменная звезда (LB) спектрального класса M7. Эффективная температура — около 3636 К.